# Eugeniusz Mayer
Eugeniusz Romuald Mayer (ur. 23 lipca 1891 w Jawczach, zm. 30 kwietnia 1940 w Katyniu) – kapitan intendent Wojska Polskiego, działacz niepodległościowy, ofiara zbrodni katyńskiej.

## Życiorys
Urodził się we wsi Jawcze, w ówczesnym powiecie rohatyńskim Królestwa Galicji i Lodomerii, w rodzinie Hilarego i Marii z Karczewskich. W 1914 był członkiem Polskich Drużyn Strzeleckich. W czasie I wojny światowej walczył w szeregach Legionów Polskich.
W 1918 wstąpił do Wojska Polskiego. 12 marca 1921 został zatwierdzony z dniem 1 kwietnia 1920 w stopniu porucznika gospodarczego, w grupie oficerów byłych Legionów Polskich. 1 czerwca 1921 roku pełnił służbę w 3 pułku szwoleżerów, a jego oddziałem macierzystym był Wojskowy Okręgowy Zakład Gospodarczy w Warszawie Powązkach. W 1923 jako oficer nadetatowy Okręgowego Zakładu Gospodarczego nr I w stopniu porucznika ze starszeństwem z dniem 1 czerwca 1919 i 14 lokatą w korpusie oficerów administracji, dział gospodarczy służył w Szefostwie Intendentury DOK Nr III w Grodnie. W 1924 w stopniu kapitana ze starszeństwem z dniem 1 lipca 1923 i 14 lokatą służył w 3 pułku strzelców konnych. W 1928 służył w Korpusie Ochrony Pogranicza. W 1932 był w dyspozycji szefa Departamentu Intendentury MSWojsk. W grudniu tego roku ogłoszono jego przeniesienie z Dowództwa Obszaru Warownego „Wilno” do 3 dywizjonu artylerii pieszej (od 1 czerwca 1933 – 33 dywizjon artylerii lekkiej) na stanowisko oficera żywnościowego. Z dniem 15 sierpnia 1933 roku został przeniesiony do korpusu oficerów intendentów. W lipcu 1935 został zwolniony z zajmowanego stanowiska w 33 dal i oddany do dyspozycji dowódcy Okręgu Korpusu Nr III. W 1939 prawdopodobnie oficer rezerwy.
Podczas kampanii wrześniowej wzięty do niewoli przez Sowietów. Początkowo przetrzymywany w obozie w Putywlu. W listopadzie 1939 przeniesiony do obozu kozielskiego. Między 3 a 5 kwietnia 1940 przekazany do dyspozycji naczelnika smoleńskiego obwodu NKWD – lista wywózkowa bez numeru poz. 33, z 1 kwietnia 1940. Został zamordowany między 4 a 7 kwietnia 1940 przez NKWD w lesie katyńskim. Zidentyfikowany podczas ekshumacji prowadzonej przez Niemców w 1943, wpis w dzienniku ekshumacji bez daty, nr 61. Figuruje liście AM-168-61 i Komisji Technicznej PCK: GARF-3-061. Przy szczątkach Mayera znaleziono pozwolenie na broń, karty wizytowe. Znajduje się na liście ofiar (pod nrem 061) opublikowanej w Gońcu Krakowskim nr 95, Nowym Kurierze Warszawskim nr 97 z 1943. Mayer jest wymieniony na odręcznej liście oficerów – jeńców obozu putywlskiego znalezionej przy szczątkach ppor. rez. Stefana Lecha, z adnotacją Szczuczyn Nowogrodzki Piłsudskiego 104.
Był żonaty, miał syna.
5 października 2007 minister obrony narodowej Aleksander Szczygło mianował go pośmiertnie na stopień majora. Awans został ogłoszony 9 listopada 2007 w Warszawie, w trakcie uroczystości „Katyń Pamiętamy – Uczcijmy Pamięć Bohaterów”.

## Ordery i odznaczenia
- Krzyż Niepodległości – 15 kwietnia 1932 „za pracę w dziele odzyskania niepodległości”[18].
- Krzyż Kampanii Wrześniowej – pośmiertnie 1 stycznia 1986[19]